# 1971 en informatique
1970 en informatique - 1971 - 1972 en informatique

## Événements
- Invention du microprocesseur par Ted Hoff chez Intel : le 4004 qui était un processeur 4 bits

- Parution d'un des premiers ouvrages en français sur les méthodes informatiques. L'ouvrage traite de ce qu'on appelait alors l'"analyse" en informatique de gestion, que l'on appelle aujourd'hui la méthode Merise, utilisant le modèle entité-relation

- Janvier 1971 : première évocation de la Silicon Valley dans une série d'articles dans la revue Electronic News.

- Avril 1971 : le réseau ARPANET est constitué de 23 ordinateurs répartis sur 15 sites[1]

- Deuxième Plan Calcul en France

- Démarrage, à l'instigation de l'ingénieur polytechnicien français Louis Pouzin, du projet expérimental Cyclades, dont les concepts ont influencé les travaux de développement de l'Internet en inspirant sa suite de protocoles.

- Mise au point de la première application industrielle de la gestion intégrée des flux de production (MRP1), en anglais Material Requirements Planning one, ou planification des besoins en composants.

- Septembre 1971 : Le Kenbak-1 devient le premier ordinateur personnel disponible dans le commerce[2],[3],[4].

## Informatique théorique
- Démonstration du théorème de Cook par Stephen Cook

## Prix
- John McCarthy reçoit le prix Turing, pour ses travaux en Intelligence artificielle.